# Furcraea
Furcraea là một chi thực vật mọng nước trong phân họ Agavoideae, của họ Asparagaceae.
Các loài trong chi này là bản địa khu vực nhiệt đới thuộc México, Caribe, Trung Mỹ và miền bắc Nam Mỹ.

## Danh sách loài
Danh sách dưới đây lấy theo The Plant List và phân chia theo các nhóm dưới cấp chi

### NhómFurcraea
- Furcraea acaulis (Kunth) B.Ullrich
- Furcraea andina Trel.
- Furcraea antillana A.Álvarez
- Furcraea boliviensis Ravenna
- Furcraea cabuya Trel.
  - Furcraea cabuya var. cabuya
  - Furcraea cabuya var. integra Trel.
- Furcraea depauperata Jacobi
- Furcraea foetida (L.) Haw.
- Furcraea guatemalensis Trel.
- Furcraea guerrerensis Matuda
- Furcraea hexapetala (Jacq.) Urb.
- Furcraea macdougallii Matuda
- Furcraea occidentalis Trel.
- Furcraea quicheensis Trel.
- Furcraea samalana Trel.
- Furcraea selloa K.Koch
- Furcraea stratiotes Petersen
- Furcraea stricta Jacobi
- Furcraea tuberosa (Mill.) Aiton
- Furcraea undulata Jacobi

### NhómSerrulatae
- Furcraea longaeva Karw. & Zucc.
- Furcraea niquivilensis Matuda ex García-Mend.
- Furcraea parmentieri (Roezl) García-Mend.

### Không gộp nhóm
- Furcraea martinezii García-Mend. & L.de la Rosa

## Hình ảnh

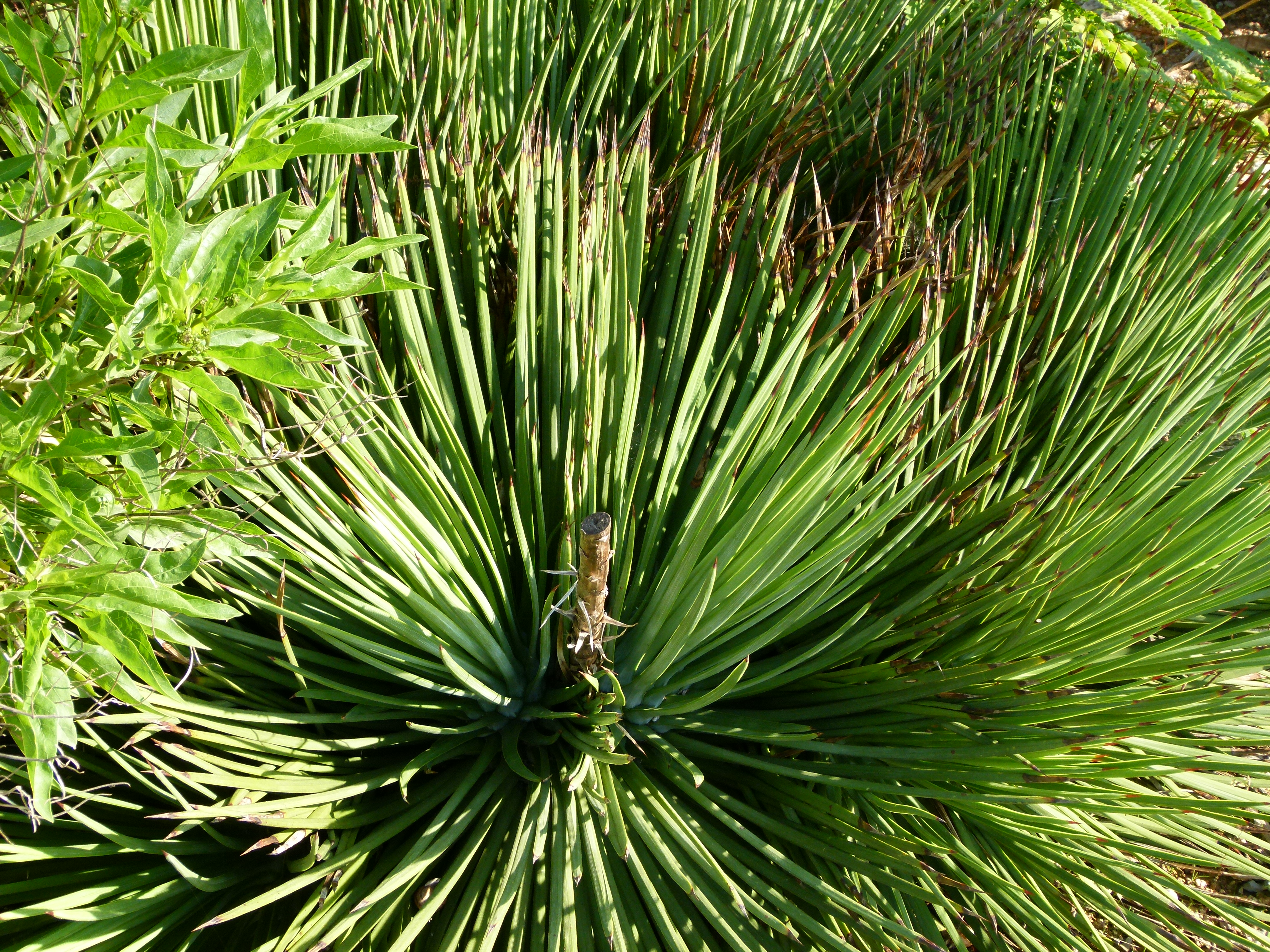
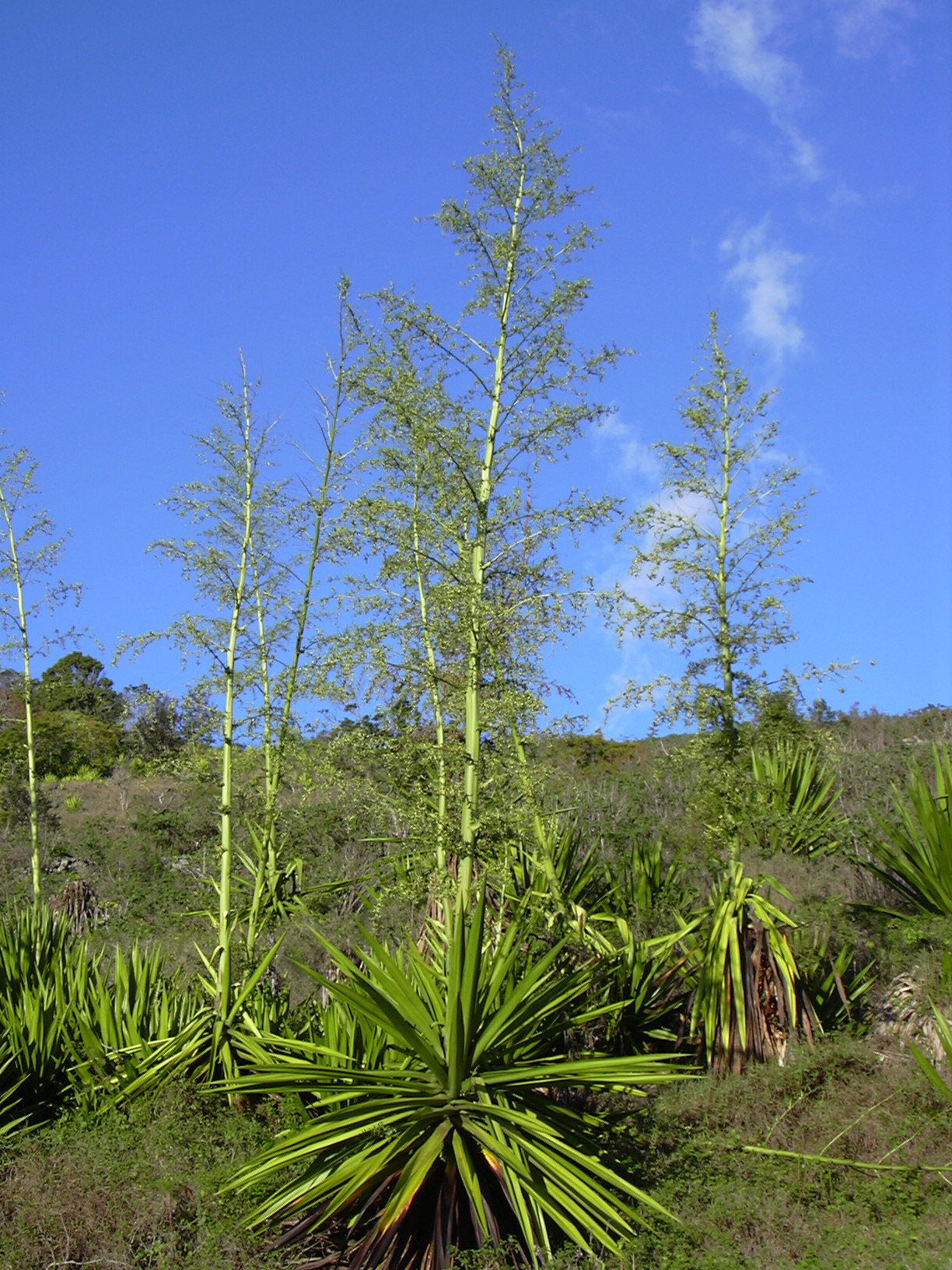